# Las Cabezas de San Juan
Las Cabezas de San Juan é um município da Espanha na província de Sevilha, comunidade autónoma da Andaluzia, de área 230 km² com população de 16239 habitantes (2007) e densidade populacional de 69,30 hab/km².

## Demografia
| Variação demográfica do município entre 1991 e 2004 | Variação demográfica do município entre 1991 e 2004 | Variação demográfica do município entre 1991 e 2004 | Variação demográfica do município entre 1991 e 2004 |
| --------------------------------------------------- | --------------------------------------------------- | --------------------------------------------------- | --------------------------------------------------- |
| 1991                                                | 1996                                                | 2001                                                | 2004                                                |
| 15113                                               | 15509                                               | 15570                                               | 15937                                               |